# Barraca d'artigaire (Sant Joan de les Abadesses)
Barraca d'artigaire és una cabana de volta del municipi de Sant Joan de les Abadesses a la comarca del Ripollès inclosa en l'Inventari del Patrimoni Arquitectònic de Catalunya.

## Descripció
És una construcció molt rudimentària de pedra seca i, de les més antigues, de forma rodona amb coberta de volta, també de pedra. Moltes d'aquestes barraques o orris d'artigaires també les recobrien amb gleves de fang i herba, que posaven entremig de la paret seca que formaven els rocs per aturar un xic més les humitats i les fredorades de les èpoques més crues del país. Normalment no posseïen cap mena de porta per entrar al minúscul aixopluc d'eines o vianda, malgrat que en algunes, i dessprés de la construcció original, alguns artigaires hi van afegir algun tancat a l'accés de la barraca per salvar el contingut de dins de possibles destrosses o robatoris.

## Història
Aquesta mena de construccions foren molt utilitzats en el terme de Sant Joan de les Abadesses i rodalia. Antigament quan la gent de la vila conreaven feixes, horts, quintants, etc., per tot el terme del municipi, tots havien construït una barraca, algunes més rudimentàries que d'altres, però amb la mateixa finalitat: aixopluc de les eines que feien servir al camp, guardar-hi les viandes recollides o amagar-s'hi quan feia mal temps.
Al terme de Sant Joan de les Abadesses encara hi ha algun indret que s'anomena els Orris, els Orriots, les fonts de n'Orris, etc. Datació per referència de molts artigaires de la vila.